# Francesco Albèri
Pour les articles homonymes, voir Albèri.
Francesco Albèri, né le 3 mars 1765 à Rimini et mort le 24 janvier 1836 à Bologne, est un peintre néo-classique italien des XVIIIe et XIXe siècles actif majoritairement à Bologne, Padoue, Rimini et Rome.

## Biographie
Francesco Albèri commença sa formation d'artiste peintre à Rimini avec Giuseppe Soleri Brancaleoni puis, sous Domenico Corvi à Rome. De retour à Rimini, il réussit à effectuer en cinq ans de nombreuses commandes en détrempe, à l'huile et à la fresque pour de nombreuses familles comme les Battaglini (it), les Garampi, les Ganganelli et les Spina. Il fut élu en 1799 professeur de dessin au lycée de Rimini. Entre 1803 et 1806, il fut professeur de peinture à l'Académie des beaux-arts de Bologne avant de déménager à Padoue. Il revint occuper son poste à Bologne en 1810. Il peignit notamment des peintures de scènes de l'histoire et de thèmes de la Grèce antique. Il a aussi écrit des traités tel le Teorie dell'arte pittorica and a Riposta a sei lettere anonime où il répondait aux critiques de l'Académie sur ses œuvres. Il écrivit aussi de nombreuses évaluations artistiques et estimations de l'époque. Il a aussi appris à son fils Clemente les bases de la peinture.

## Œuvres
Liste non-exhaustive de ses peintures :
- Allégorie de Napoléon comme libérateur de l'Italie, huile sur toile, ca. 1800 ;
- Ritratto di Élisa Bonaparte, huile sur toile, 1827 ;
- Madonna col Bambino, huile sur toile, XIXe siècle.

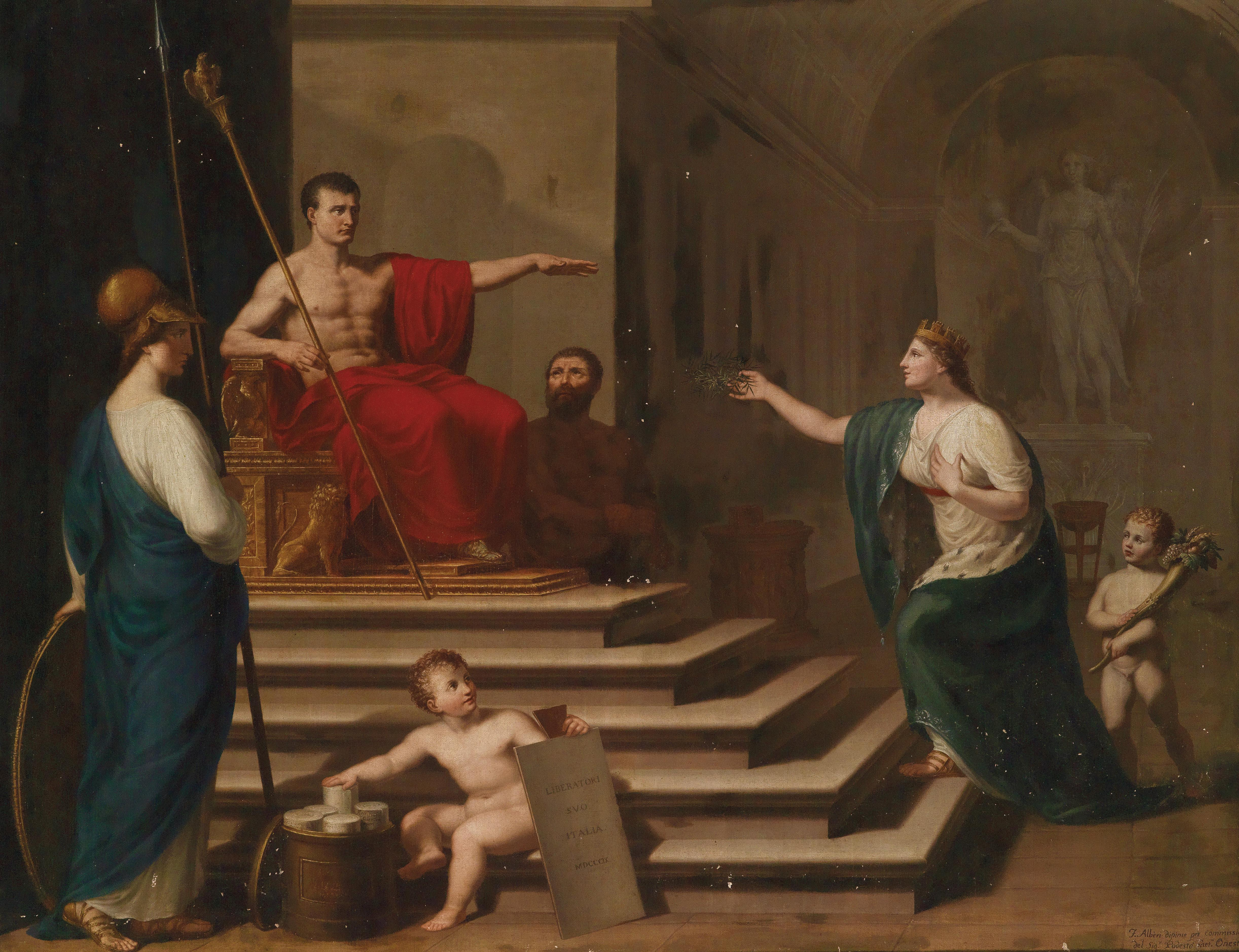
Allégorie de Napoléon comme libérateur de l'Italie Avant 1800.
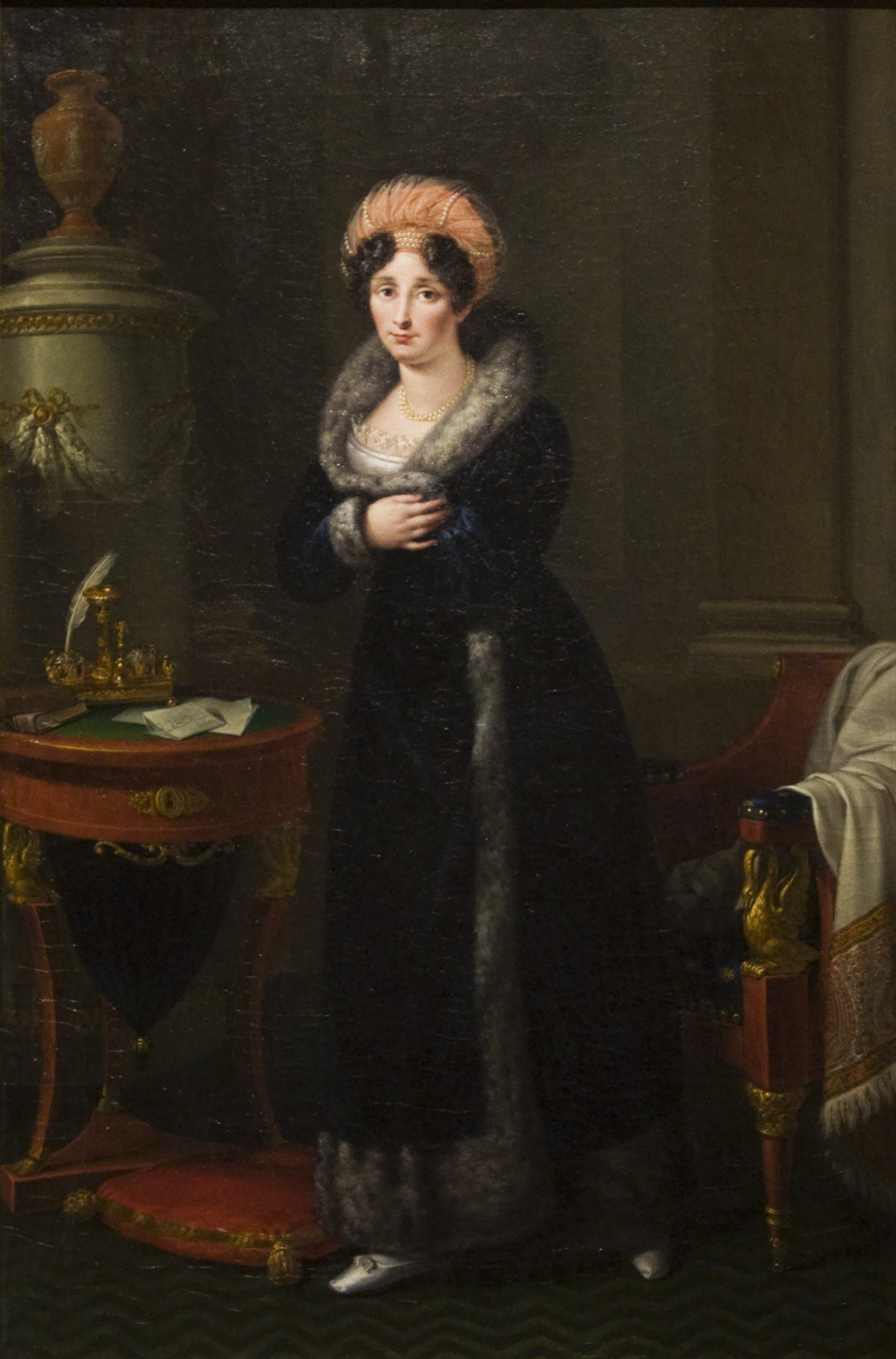
Ritratto di Élisa Bonaparte Avant 1827.
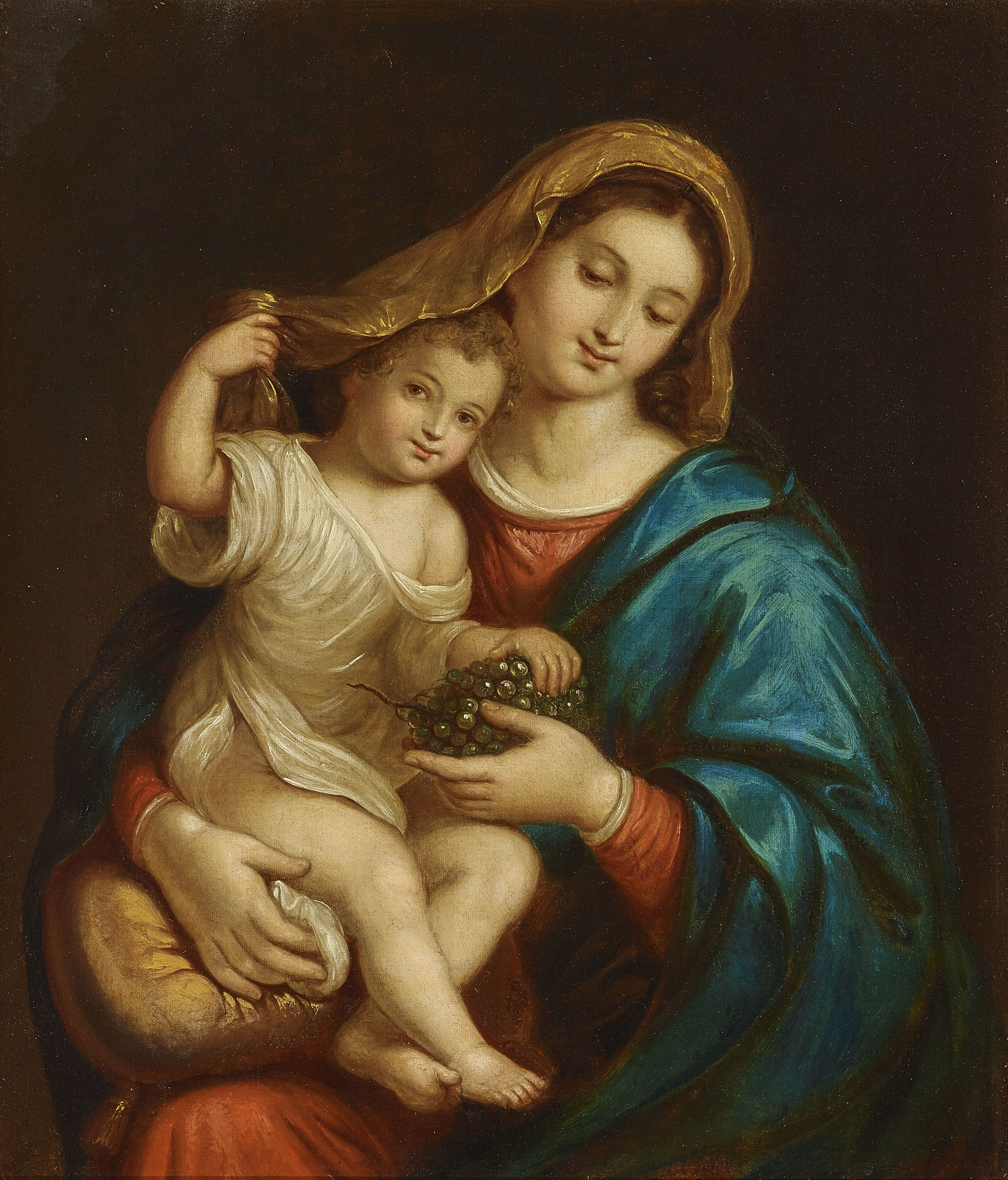
Madonna col BambinoXIXe siècle.